# Ahrens-Fox
Az Egyesült Államokba Németországból bevándorolt Johann Christoph Ahrens alapította 1868-ban a C. Ahrens & Co. elnevezésű céget. Műhelye – melyet az Ohio állambeli Cincinnatiben nyitott meg – épp a Webster Street-i 7. tűzoltóállomással szemben volt. Ahrens gyakran elbeszélgetett a Cincinnati Tűzoltóparancsnokság főmérnökével, Charles H. Foxszal, majd hamarosan összebarátkoztak. 1892-ben a főmérnök betársult Ahrens vállalkozásába, és elvette feleségül barátja 22 éves lányát, Lillie-t 1910-től a cég új neve Ahrens- Fox fire Engine & Co. lett.

## Ahrens- Fox fire Engine & Co
A vállalkozás eleinte gőzfecskendők előállításával foglalkozott, és hamarosan sikerült ezen területen az országos élmezőnybe kerülnie. Az utolsó gőzfecskendő – melyet elektromos hajtású alvázra építettek – 1917-ben hagyta el az Ahrens-Fox szerelősorát. 1919. június 24-én Johann Christoph Ahrens 85 éves korában elhunyt, és helyét a vállalat vezetőségében fia, John vette át. A cég mindvégig rendkívül lendületesen fejlődött, és az egyik legismertebb gyártóvá vált az amerikai piacon. Már 1911-ben bemutatták az első olyan gépjárműfecskendőt, melynek meghajtását robbanómotor végezte. Az ötletes műszaki megoldásairól híres Charles H. Fox számos szabadalom és találmány birtokosa volt. Ezek közé tartozott a booster rendszer is, mely pár száz liter űrtartalmú víztartályból, különálló, kisméretű örvényszivattyúból és tömlődobra csévélt vékony tömlőből állt, ez utóbbi gyakorlatilag a mai gyorsbeavatkozó dobnak felelt meg. A rendszer feladata egyaránt lehetett az úgynevezett chemical fire engine (vegyi tűzoltás), illetve 12 bar nyomású vízsugár előállítása, mindenhez hajtóanyagként széndioxidot használtak. Két- vagy négy kerekes kocsin szállították a berendezést egy tömlődobbal együtt. Elsősorban gyors beavatkozásra alkalmazták, mert a nehéz gőzfecskendőket lényegesen lassabban tudták csak kijuttatni a kárhelyre. Az Ahrens-Fox cég gépezetes tolótípusú tűzoltógépjárművet 
is épített pneumatikus működtetésű, 23 illetve 26 méterre kitolható létrákkal felszerelve.

## Ahrens- Fox szivattyú
Az Ahrens- fox gépjárműfecskendők "szíve" a függőleges, dugattyús (soros hathengeres) szivattyú volt, melynek folyadékszállítási teljesítménye elérte a 2839 liter/percet. Mindkét oldalán egy szívócsonk és két nyomócsonk biztosította a rácsatlakozás lehetőségét. az Ahrens- Fox szivattyújának különlegességei közé tartozott a gömb formájú nyomáskiegyenlítő tartály, melynek alkalmazását 1915-ben vezették be. A szivattyú fölé épített tartály vízátadás közben is biztosította az állandó nyomás fenntartását, ami hatékonyabbá tette az oltást. az Ahrens-fox cég szivattyúi – megbízható üzemelésüknek és a XX. század elején kivételesnek számító teljesítményüknek (akár 4731 liter/perc is lehetett) – köszönhetően nagy népszerűségnek örvendtek a korabeli tűzoltók körében. 1917 nyarán New Yorkban külön bemutató keretében bizonyította termékei kiválóságát a gyártó. A szivattyú kimeneti nyomása 27,5 bar volt, és a világ akkoriban legmagasabb épülete, a Woolworth Building tetejéig elérő vízsugár nyomása 243 méteres magasságban még mindig elérte a 4,9 bart. Ezt a típusú szivattyút a cég 1952-ig tartotta meg kínálatában. Örvényszivattyúkat csak külön megrendelésre készített, illetve az általa előállított booster részeként.

## Ahrens-Fox gépjárműfecskendő
A cég saját gyártmányú alvázaira hathengeres, soros, benzinüzemű motort szerelt. A gépjárműfecskendőket mindig ellátták a booster rendszerrel, melynek víztartályát a személyzet ülése mögött helyezték el. A felszerelés részét képezte még: az örvényszivattyú, a kézi szerelésű létrák, hordozható fényszórók, sugárcsövek, szívó- és nyomótömlők. A gépjárműfecskendő nem szállított sok vizet, mert vagy a tűzcsapok hálózatáról, vagy természetes víztárolókból (folyók, tavak) vagy más vízszállító jármű tartályból jutott hozzá a oltáshoz szükséges vízmennyiséghez. A kárhelyre való kijutását megkülönböztető fény- és hangjelzések segítették: jelzőlámpák, harangok, kézi működtetésű sziréna. A négyfős személyzetből a vezető és a szerparancsnok elől, steppelt bevonatú padon ült, míg a másik két tűzoltó a hátsó fellépőn tette meg az utat. Bár akkoriban már kezdtek elterjedni a tömlős gumiabroncsok mégis tele kerekekkel és tömlő nélküli gumiabroncsokkal szerelték fel gépjárműveiket. Mindez kedvezőtlenül befolyásolta a menettulajdonságokat, valamint az utazási kényelmet.

## Hanyatlása
A látványos fejlődés után a cég csillaga a harmincas évek derekán kezdett leáldozni. Ennek egyrészt a gazdasági világválságban lehet keresni az okát, de az is hozzájárult, hogy egyre kevésbé alkalmazták a korszerű műszaki megoldásokat.